# Mídia tática
Mídia tática pode ser definida como a apropriação dos meios de comunicação a fim de se opor ou criticar um alvo que frequentemente ocupa determinada posição de poder. Esta forma moderna de ativismo pode ser reconhecida pelo uso da tecnologia moderna e suas campanhas de mídia no estilo "bater e correr", as quais são geralmente de curta duração. O propósito da mídia tática jaz no tipo de informação que ela distribui e nos alertas que pode às vezes produzir. Ao gerar essa informação e criar essa reação, a mídia tática tenta reverter o fluxo de mão-única da comunicação e poder, e retornar algum grau de controle ao público.

## Conceituação
Discute-se que a mídia tática lembra mais uma estratégia do que uma tática. Logo, é importante observar que enquanto a estratégia usa o espaço para se desdobrar, a tática usa o tempo. A mídia tática não é disputada em um espaço, visto que ocupa o espaço ao qual se opõe. Em vez disso, é disputada no tempo, aproveitando a oportunidade quando brechas ou fraquezas são detectadas, dentro do espaço ocupado.
Tem sido frequentemente comparada ao culture jamming, visto que ambos usam as mesmas técnicas na tentativa de tomar o espaço público ocupado pelos meios de comunicação. Onde as suas práticas diferem é no modo de obter este espaço público; enquanto o culture jamming consiste de uma resposta interna às práticas dominantes, a mídia tática usa as práticas dominantes para penetrar e tornar-se parte delas. Não odeie a mídia, torne-se a mídia é um slogan frequentemente utilizado por ativistas táticos e reflete esta importante distinção. A mídia tática tem sido também comparada à mídia alternativa, mas difere desta última por sua maneira de lidar com os meios de comunicação. A mídia alternativa não visa se infiltrar no meio dominante por uma ação rápida, mas tenta se opor à mesma propondo o que seu nome sugere: uma alternativa à mídia dominante.
Embora tão bem sucedida quanto uma campanha ou grupo em particular possa ser, seu objetivo final não é substituir um determinado canal de mídia pois a mídia tática desencoraja a difamação por conta de que isto provavelmente resultaria num novo ciclo, com a recriação do alvo dos ataques. Logo, deve ser entendido que a mídia tática nunca alcança um estágio de perfeição; ela está constantemente mudando porque precisa questionar constantemente o sistema sob o qual opera.
Embora seja possível para a mídia tática ser representativa do ponto de vista local de uma região específica, ela geralmente está presente num nível global. Existem muitos projetos de mídia tática que funcionam num espaço físico mas ela usa mais frequentemente espaço em rede e na internet, fazendo com que sua extensão cubra todo o planeta. A natureza virtual do espaço que ocupa também permite-lhe criar novos canais quanto às hierarquias de poder contra as quais luta. Uma determinada tática não necessita atacar pessoalmente ou num nível físico, mas pode atacar no espaço livre e virtual sobre o qual o dominante possui pouco controle. Este importante elemento faz de um projeto de mídia tática não a obra de determinados indivíduos identificáveis mas uma entidade em si, a qual ajuda a transmitir com maior credibilidade a mensagem que tenta comunicar.
Projetos de mídia tática são frequentemente uma mistura entre arte e ativismo, o que explica que muitas de suas raízes possam ser traçadas até vários movimentos artísticos. Tem sido sugerido pelo teórico da mídia tática Geert Lovink, que o "discurso mais arte igual espetáculo", refletindo sua natureza impactante e memorável. Embora não existam meios estritos através do qual ela opere, a mídia tática pode frequentemente ter valores altamente estéticos, acrescentando a isto espetáculo e reforçando algumas de suas raízes artísticas.

## Organizações de mídia tática
- Critical Art Ensemble
- Meme-Rider Media Team
- Next 5 Minutes
- RTMark
- The Yes Men
- Telestreet
- Preemptive Media
- Institute for Applied Autonomy
- Carbon Defense League
- Tactical Art Coalition

## Pessoas associadas com mídia tática
- Geert Lovink
- Michel de Certeau
- David Garcia
- Graham Meikle

### Organizações
- «Critical Art Ensemble» (em inglês)
- «Hactivist» (em inglês)
- «Next 5 Minutes» (em inglês)
- «Mídia Tática Brasil»

### Sobre mídia tática
- «Que venha a mídia tática!» por Ricardo Rosas e Tatiana Wells em Rizoma.net. Acessado em 18 de outubro de 2007.
- «Mídia tática» por Fábio Giorgio Azevedo em Faculdade de Educação-UFBA. Acessado em 18 de outubro de 2007.
- «Software livre e mídia tática» por Felipe Fonseca em ComCiência. Acessado em 18 de outubro de 2007.
- «Rabiscos sobre mídia tática» por Paulo José Lara em Descentro. Acessado em 19 de outubro de 2007
- «Fragmentos das taticas da cultura: técnica e politica dos usos de mídia» dissertação de mestrado defendida na UNICAMP, por Paulo José Lara. Acessado em 1 de Abril de 2010